# Baumwollkapselbohrer
Der Baumwollkapselbohrer (Helicoverpa zea) ist ein Schmetterling (Nachtfalter) aus der Familie der Eulenfalter (Noctuidae). Im Mais-, Baumwoll- und Gemüseanbau ist die Art ein bedeutender Schädling.

## Merkmale

### Falter
Adulte Falter erreichen eine Flügelspannweite von 32 bis 45 mm. Wie die Raupen sind auch die Falter sehr variabel gefärbt. Die Vorderflügel sind in der Regel von gelblich-brauner Farbe und tragen oftmals zentral einen kleinen dunklen, von unten besonders deutlich zu erkennenden Fleck. Die Vorderflügel können distal ein breites, dunkles Querband zeigen, der Rand der Flügel ist jedoch hell. Die Hinterflügel sind zum Körper hin cremefarben, distal schwärzlich und in der Regel mit einer kleinen dunklen Stelle in der Hinterflügelmitte.

### Ei, Raupe
Das Ei ist unmittelbar nach der Ablage fahlgrün, später gelblich und dann grau. Es ist kuppelförmig oder abgeflacht kugelförmig, der Durchmesser beträgt zwischen 0,5 und 0,6 Millimeter und es ist etwa 0,5 Millimeter hoch.
Die Färbung der Raupen ist variabel. Es gibt eine helle grünliche und eine dunkle braune Form. Der Raupenkopf ist orange bis hellbraun und mit einer netzartigen Musterung versehen. Die Thorakalplatte ist schwarz. Die Färbung des Raupenkörpers reicht von braun, grün über rosa und gelb bis nahezu schwarz. Über den Stigmen verläuft eine dunkle Seitenlinie und darunter ein hellgelbes bis weißes Band. Auf der Mitte des Rückens befindet sich häufig ein Paar dunkler schmaler Streifen. Mikroskopische Untersuchungen haben ergeben, dass der Raupenkörper mit dornenartigen Stacheln versehen ist. Anhand der Stacheln und der Färbung des Raupenkopfes kann Helicoverpa zea von ähnlichen Arten wie Spodoptera frugiperda und Ostrinia nubilalis unterschieden werden. Die ähnliche Art Heliothis virescens besitzt ebenfalls dornenartige Stachel, die Raupen leben allerdings nie auf Maispflanzen.

## Verbreitung
Helicoverpa zea ist in Amerika zwischen Kanada und Argentinien verbreitet. Im Osten der USA kann die Art in den nördlich gelegenen Bundesstaaten nicht erfolgreich überwintern. Eine erfolgreiche Überwinterung gelingt bis etwa 40 Grad nördlicher Breite.
Außerhalb Amerikas kommt der Baumwollkapselbohrer nicht vor. Die Baumwoll-Kapseleule (Helicoverpa armigera) ist eine nahe Verwandte, die in der alten Welt vorkommt.

## Biologie

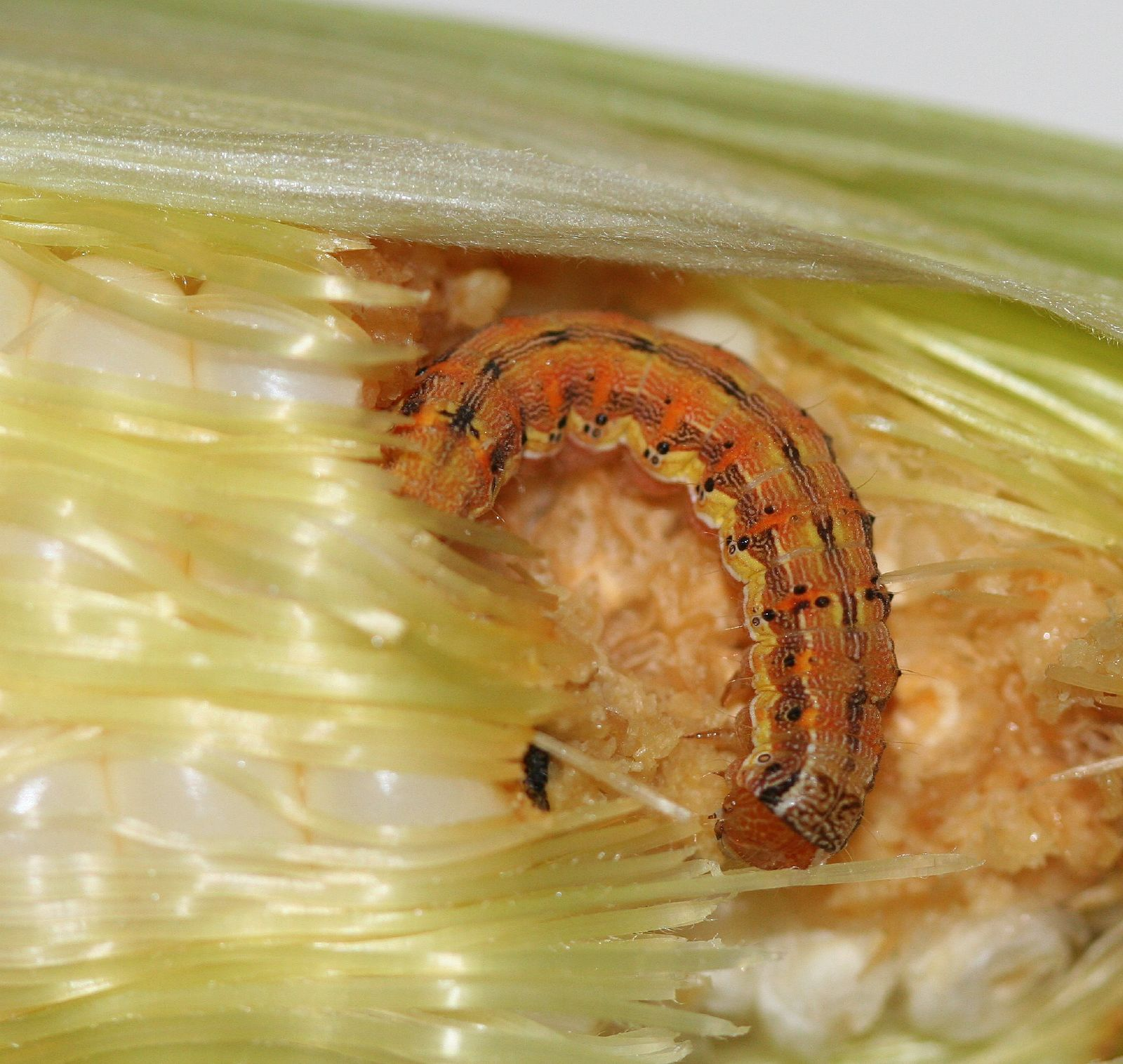
Larve am Maiskolben

Die Weibchen legen zwischen 500 und 3000 Eier einzeln an Blatthärchen oder den Narbenfäden des Mais ab. Nach drei bis vier Tagen schlüpfen die Raupen. Unmittelbar nach dem Schlupf suchen sich die jungen Raupen auf der Wirtspflanze eine geeignete Fraßstelle. Im ersten Raupenstadium leben sie noch nicht kannibalisch, so dass mehrere junge Raupen gemeinsam fressen. Spätere Stadien sind aggressiv, so dass sich in einem Maiskolben nur eine geringe Zahl von Raupen entwickelt. Die Anzahl der Raupenstadien ist variabel. Normalerweise werden sechs Stadien durchlaufen, nur fünf Stadien sind nicht ungewöhnlich, auch sieben bis acht Stadien wurden nachgewiesen.
In tropischen und subtropischen Regionen bildet Helicoverpa zea fortlaufend neue Generationen; mit zunehmender geografischer Breite nimmt die Anzahl der Generationen pro Jahr ab. Im Norden des Verbreitungsgebietes, zu dem große Teile Kanadas, Minnesotas und der Westen des Bundesstaates New York zählen, entsteht pro Jahr nur eine Generation. Zwei bis drei Generationen gibt es in Maryland, drei Generationen in den Great Plains und im Norden Kaliforniens, vier bis fünf in Louisiana und im Süden Kaliforniens und möglicherweise sieben Generationen im Süden von Florida und Texas. Die Generationsdauer ist stark von der Temperatur abhängig. Sie beträgt 31,8, 28,9, 22,4, 15,3, 13,6 und 12,6 Tage bei 20, 22,5, 25; 30 und 34 Grad Celsius.
US-amerikanische Forscher der Southern Illinois University stellten fest, dass Fledermäuse die weltweiten Fraßschäden in der Landwirtschaft durch die Falter deutlich reduzieren können.

## Pflanzenschutz

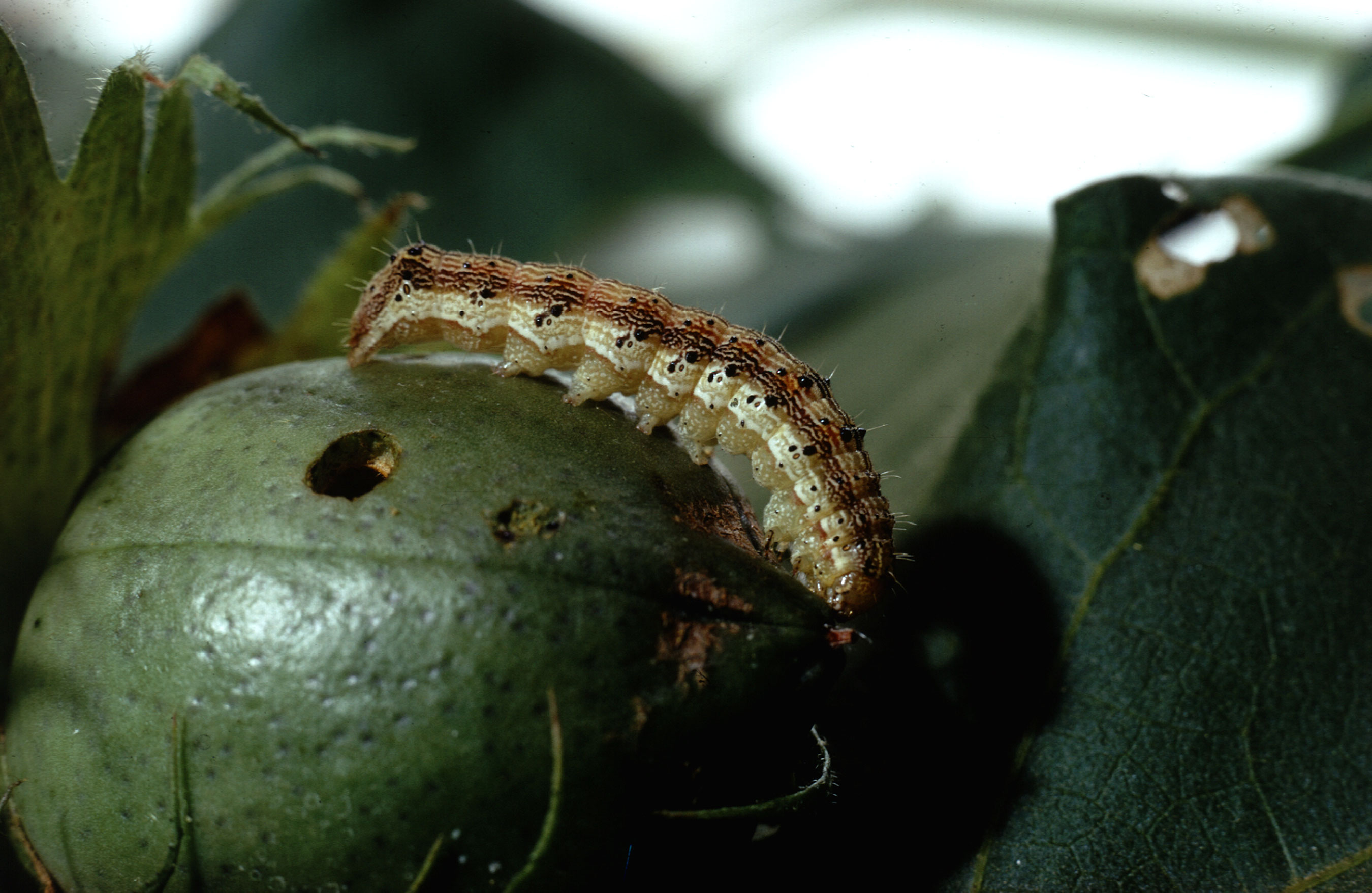
Larve an der Baumwollkapsel

Der Baumwollkapselbohrer ist einer der wichtigsten Baumwoll- und Maisschädlinge in Amerika. In Nordamerika wird er insgesamt als der zweitwichtigste Schädling nach dem Apfelwickler betrachtet. Gründe liegen in der hohen Fruchtbarkeit, dem breiten Nahrungsspektrum der Larven, der hohen Mobilität, und der Fähigkeit zur Diapause.
Zur Bekämpfung existieren verschiedene Möglichkeiten:
- Insektizide: Insektizide werden bei Befall der Nutzpflanzen als Flüssigkeiten auf die Blätter aufgetragen. Insektizidanwendungen sind alle 2 bis 6 Tage vorgesehen, in Florida auch täglich. Aufgrund der häufigen und geographisch breiten Anwendung ist der Baumwollkapselbohrer bereits gegen einige Insektizide resistent.

- Anbaumethode: Die Verwendung von Fangpflanzen kann helfen, Schädlinge zu einer attraktiveren Nutzpflanze zu lenken. Beispielsweise zieht der Baumwollkapselbohrer die Limabohne gegenüber der Tomate vor. Es ist jedoch schwierig, Fangpflanzen in einem attraktiven Stadium über längere Zeit zu erhalten. Wenn sich Populationen wie im Süden der USA zunächst auf Unkräutern entwickeln, dann kann man zur Bekämpfung diese Unkräuter abmähen oder mit Herbiziden behandeln. Im Norden ist es manchmal möglich, die Aussaat oder Ernte vorzuziehen, um Schaden zu vermeiden, da die Populationsdichte und der Schaden gegen Ende der Anbausaison am höchsten ist. Pflügen kann insbesondere im Herbst die Überwinterungschancen der Puppen senken.

- Biologische Schädlingsbekämpfung: Der Einsatz von Bacillus-thuringiensis-Präparaten oder Steinernematid-Nematoden kann bei der Bekämpfung helfen. Trichogrammatidae können als Parasiten der Eier eingesetzt werden; in Kalifornien und Florida wurden mitunter Parasitenraten von 40 bis 80 % erreicht.

- Resistenz der Nutzpflanze: Mehrere Nutzpflanzensorten wurden entwickelt, die eine gewisse Toleranz gegenüber dem Baumwollkapselbohrer bieten. Mithilfe der Grünen Gentechnik wurden zudem Sorten gezüchtet, die Bt-Toxine bilden, z. B. Bt-Mais oder Bt-Baumwolle.